# Bairdiella ensifera
Bairdiella ensifera es una especie de pez de la familia Sciaenidae en el orden de los Perciformes.

## Morfología
• Los machos pueden llegar alcanzar los 35 cm de longitud total.

## Alimentación
Come larvas de crustáceos,  camarones y peces hueso.

## Hábitat
Es un pez de clima tropical y bentopelágico.

## Distribución geográfica
Se encuentra en el Océano Pacífico oriental: desde el sur de México hasta el Perú.

## Observaciones
Es inofensivo para los humanos.